# Gayane Khachaturian
Gayane Khachaturian (en armenio: Գայանե Խաչատրյան) (9 de mayo de 1942 – 1 de mayo de 2009) fue una pintora y artista gráfica armenia.

## Biografía
Gayane Khachaturian nació en el seno de una familia armenia en Tiflis, capital de Georgia, y estudió arte en la Escuela Nikoladze. Conoció a Sergei Parajanov en 1967 en la casa de Elene Akhvlediani y mantuvo una relación cercana con él hasta la fecha de su muerte. Algunas de las obras de Khachaturian se han exhibido de manera permanente en el Museo de Arte Moderno de Ereván, en la Galería Nacional de Armenia, en el Museo de Sergei Parajanov y en una gran cantidad de colecciones privadas, incluyendo las de Valerie Khanukaev, Bagrat Nikogosyan y Artashes Aleksanyan. Su pequeño estudio de la calle Bakinskaya se convirtió en toda una atracción turística. 
De acuerdo con el crítico de arte ruso Vitaly Patsyukov, "Khachaturian es una de las pioneras de la nueva conciencia artística que se centra en todos los aspectos fenomenales de la "visión actual" europea y en la sensualidad radical y la libertad natural del gesto plástico".

### Fallecimiento
Khachaturian falleció el 1 de mayo de 2009 y sus restos descansan en el Panteón de Tiflis.